# Cayo Saetía
Cayo Saetía ist ein Cay an der Nordküste der Provinz Holguín im Osten Kubas. 
Die Insel trennt die Nipebucht vom Atlantischen Ozean. Sie ist 42 km² groß und bietet eine reichhaltige Flora und Fauna. Sie ist eingetragenes geschütztes Naturreservat. Mit dem Festland ist die Insel durch einen Damm verbunden.
Mehr als die Hälfte Cayo Saetías ist von dichten Wäldern bedeckt, in denen verschiedenste Arten von Wildtieren leben, darunter Antilopen, Wildrinder, Wildschweine, Rotwild, Zebras und Strauße. Es ist ein beliebtes Jagdrevier, jedoch ist das Jagen dort nur unter strengen Auflagen erlaubt.